# Démocratie totalitaire
La démocratie totalitaire désigne un régime autoritaire qui se légitime par l’adhésion collective à une idéologie perfectionniste, présentée comme indépassable. Dans ce système, l’antagonisme entre l’État et l’individu est théoriquement nié ; s’il advient, l’État s’arroge le droit – voire le devoir moral – d’imposer son autorité au citoyen réfractaire. Cette conception repose sur l’idée qu’il n’existerait qu’une seule organisation sociale véritablement vertueuse, que le pouvoir se doit de réaliser par tous les moyens. Elle s’oppose en cela à la démocratie libérale, laquelle, renonçant à toute téléologie politique rigide, s’en remet au jeu des institutions et à la correction progressive des erreurs pour améliorer la société, sans postuler l’existence d’un modèle de gouvernement unique et absolu. 

## Étymologie
Le vocable fut rendu célèbre par l’historien israélien Jacob Leib Talmon. Toutefois, il avait déjà été employé antérieurement par Bertrand de Jouvenel ainsi que par E.H. Carr, avant d’être repris ultérieurement par F. William Engdahl et Sheldon S. Wolin. 

## Définition
Dans son livre de 1952 , Les origines de la démocratie totalitaire, Talmon soutient que les types de démocratie totalitaire et libérale ont émergé des mêmes prémisses au cours du XVIIIe siècle. Il considérait le conflit entre ces deux types de démocratie comme d’une importance historique mondiale :
En effet, du point de vue du milieu du XXe siècle, l’histoire des cent cinquante dernières années apparaît comme une préparation systématique à la collision frontale entre la démocratie empirique et libérale d’une part, et la démocratie messianique totalitaire d’autre part, dans laquelle consiste la crise mondiale d’aujourd’hui.
Le terme « démocratie messianique » (ou « messianisme politique ») trouve son origine dans l’introduction que Talmon a rédigée pour cet ouvrage.

## Différences avec la démocratie libérale
Talmon a distingué les divergences suivantes entre la démocratie totalitaire et la démocratie libérale :
- L’approche totalitaire se fonde sur la croyance en une vérité politique absolue et exclusive. Elle suppose l’existence d’un ordre préétabli, immuable et harmonieux, vers lequel les individus seraient inexorablement conduits par le cours de l’histoire, et auquel ils se doivent de se conformer (cf. déterminisme historique).

- L’approche libérale postule que la politique se présente comme un domaine d’expérimentation, soumis à la méthode des essais et des erreurs. Elle envisage les systèmes politiques comme des mécanismes pragmatiques, nés de l’ingéniosité et de la spontanéité humaines, dépourvus de fondements dogmatiques rigides. À l’inverse, l’approche totalitaire conçoit la politique comme un prolongement nécessaire d’une doctrine globale et cohérente. Elle définit la politique comme l’art d’inculquer et d’appliquer cette doctrine à l’ordonnancement de la société, en sorte que le dessein ultime de la politique s’accomplit lorsque cette philosophie s’impose en maître absolu sur tous les aspects de l’existence sociale.

- L’orientation libérale admet l’existence de divers degrés d’efforts, tant individuels que collectifs, lesquels demeurent entièrement étrangers à la sphère politique. En revanche, la doctrine totalitaire n’admet qu’un unique ordre d’être, celui du politique. Elle procède à une extension considérable du domaine politique, lequel embrasse alors la totalité de l’existence humaine. En conséquence, toute pensée ou action humaine se trouve investie d’une portée sociale, impliquant ipso facto leur appartenance à l’action politique.

- L’approche libérale conçoit la liberté comme étant intrinsèquement liée à la spontanéité des actions individuelles et à l’absence de toute contrainte imposée. En revanche, la doctrine totalitaire postule que la liberté ne saurait s’incarner pleinement que dans la quête et la réalisation d’un dessein collectif absolu.

## Développement historique
Talmon avance que la genèse de la démocratie totalitaire s’est opérée en trois phases distinctes :
1. Les progrès intellectuels survenus en France au XVIIIe siècle furent en grande partie favorisés par le déclin progressif de l’autorité féodale et ecclésiastique, phénomène marquant le commencement de l’époque moderne.
2. L’instauration d’une dictature à parti unique durant la Terreur et l’emploi de la terreur comme instrument politique fondé sur une doctrine de souveraineté populaire absolue
3. L’extension du principe totalitaire à la propriété privée et son abolition progressive : genèse du communisme.

## Autres interprétations
Engdahl et Wolin ont enrichi l’étude de la démocratie totalitaire en y introduisant de nouvelles perspectives analytiques.
Dans son ouvrage publié en 2009, Full Spectrum Dominance: Totalitarian Democracy and the New World Order, Engdahl analyse la politique américaine comme visant à établir une prééminence universelle par le recours à la force militaire et aux moyens économiques. Il soutient que les desseins de l’État américain ont engendré, en son sein, des conditions évoquant le totalitarisme. Il décrit ce dernier comme un régime de pouvoir qui, au cours de la guerre froide, a échappé à toute forme de régulation, au point de mettre en péril non seulement les institutions fondamentales de la démocratie, mais également l’existence même de la planète, du fait du danger accru d’un conflit nucléaire issu d’une erreur de jugement. 

Wolin examine également la conjonction étroite entre les intérêts marchands et les intérêts étatiques qui s’est manifestée durant la guerre froide, donnant naissance à ce qu’il désigne sous le vocable de « totalitarisme inversé » :
Tout en exploitant l’autorité et les ressources de l’État, [le totalitarisme inversé] gagne sa dynamique en se combinant avec d’autres formes de pouvoir, comme les religions évangéliques, et plus particulièrement en encourageant une relation symbiotique entre le gouvernement traditionnel et le système de gouvernance « privée » représenté par l’entreprise moderne. Le résultat n’est pas un système de codétermination par des partenaires égaux qui conservent leurs identités respectives, mais plutôt un système qui représente l’avènement politique du pouvoir des entreprises. 
Dans un article de 2003 intitulé « Totalitarisme inversé », Wolin évoque plusieurs phénomènes témoignant d’un recul de l’engagement civique au sein d’un cadre politique resserré, notamment sous l’effet prépondérant de l’argent. Il souligne la privatisation croissante de la sécurité sociale ainsi que l’augmentation substantielle des dépenses militaires et des frais liés à la surveillance comme manifestations d’un glissement du gouvernement public vers un gouvernement largement soumis aux intérêts privés. Selon lui, l’influence des grandes firmes s’exerce ouvertement par le biais des médias, mais aussi de manière plus insidieuse à travers la marchandisation progressive de l’université. Par ailleurs, Wolin attribue à plusieurs cénacles de réflexion politique la diffusion d’une idéologie conservatrice ayant favorisé cette évolution. Il écrit ainsi : « [Avec] tous les éléments en place... ce qui se joue, dès lors, n’est rien de moins que la tentative de métamorphose d’une société jadis relativement libre en une forme affermie des régimes extrêmes du siècle passé. » 
Dans son recueil d’essais publié en 2002, Bienvenue dans le désert du réel, Slavoj Žižek avance des conclusions analogues. Il postule que la guerre contre le terrorisme a constitué un prétexte pour instaurer la suspension des libertés civiles aux États-Unis. Par ailleurs, la prétendue diffusion de la démocratie et de la liberté à l’étranger a servi d’argument légitimant les interventions militaires en Irak et en Afghanistan. Žižek soutient que, dans la mesure où les démocraties occidentales perpétuent ces états d’exception, elles trahissent leur fonction première en tant qu’espaces d’action politique. 